# Hüdai Ülker
Hüdai Ülker (Štip, 1951) escritor turco–alemán.

## Biografía
Tras estudiar para mecánico en Esmirna, estudió en Berlín y la Universidad de Anatolia. Desde 1985 pertenece a la Verband deutscher Schriftsteller (VS) como miembro de Berlín.

## Obra
- Gurbet insanları, Izmir : Sanat-Koop Yayınları, 1983.
- Belgrad liegt hinter diesem Berg, Erzählungen 1985
- Meyhane. Zwei Erzählungen; Express Edition Berlin, 1986
- Annelieses Aufstand, Erzählungen 1988
- Ruhlar krali , Izmir : Anadolu Matbaacilik, 1996

## Premios
- Literaturpreis der Volkshochschule Tiergarten/Kreuzberg, Berlín 1982
- Literaturpreis für Siemens-Mitarbeiter, Berlín 1988